# 救難教育隊
救難教育隊（きゅうなんきょういくたい）は、昭和33年10月に創設され、航空救難団の中で最も長い歴史を持つ部隊として愛知県小牧基地に所在している。

## 概要
航空救難団の操縦士（パイロット）、救難員（メディック）、機上整備員（FE）、機上無線員（RO） は、救難教育隊で教育を受けてから、救難団隷下部隊へと配属されていく。パイロットの操縦教育は、UH-60J、U-125Aの2機種であり、救難員は毎年救難員学生として選抜され、「地獄」と例えられるほど過酷な教育が約１年間にわたって行われている。

## 沿革
- 1958年（昭和33年）10月1日 - 浜松基地において新編。
- 1971年（昭和46年）3月1日 - 浜松基地から小牧基地へ移動。

## 主要装備
- U-125A救難捜索機（最高速度：815km/h 航続距離：4,200km）：気象レーダー、捜索レーダー、赤外線暗視装置、救難キット投下装置
- UH-60J救難救助機（最大速度：265 km/h 航続距離：1,295 km）：気象レーダー、捜索レーダー、赤外線暗視装置、慣性航法装置、ホイスト昇降装置、増槽、空中給油装置
- 救難員装備：暗視ゴーグル、ヘルメット、開式スクーバ、ウエット・ドライスーツ、シュノーケル、フィン、ゴムボート、各種担架、ビバーク用品、パラシュート（MC-5）[1]